# 酒务头墓群
酒务头墓群位于中国山西省运城市闻喜县河底镇酒务头村西北。

## 保护
2021年8月4日，酒务头墓群公布为第六批山西省文物保护单位，古墓葬类，年代为商，编号6-38。	